# A Pelo
A Pelo (lit. ‘a pèl’) és una associació barcelonina que es dedica a visibilitzar l'alopècia femenina. Es tracta de la primera entitat d'aquesta mena a Catalunya i a l'Estat espanyol.
Va ser fundada el 2017 per cinc dones calbes, d'entre les quals Elísabet Rodríguez, Núria Garriga, Lídia Valverde i Júlia Vincent. A data de 2024, l'organització comptava amb més de cent membres, incloent-hi alguns homes i infants. La majoria d'integrants d'A Pelo tenen alopècia areata i resideixen a Catalunya.
L'organització serveix com a espai de coneixença, suport i acompanyament entre dones calbes, que es reuneixen periòdicament a Barcelona. D'altra banda, duen a terme activitats per a donar visibilitat a la calvície femenina. Per exemple, han fet exposicions fotogràfiques a Nou Barris (el 2020) i Cerdanyola del Vallès (el 2022), i diverses membres de l'associació van col·laborar en la pel·lícula documental Mujeres calvas (2025), dirigida per Sandra Román, relatant-hi les seves experiències amb la calbesa.